# Драган Којић Кеба
Драган Којић (Клупци, 7. октобар 1956), познат и под надимком Кеба, српски је поп-фолк певач.
Кебине најпознатије песме су: Она то зна, Кад пуца нек’ пуца, Имао сам, Кукавица, Ти ходаш са њом, Плаво око плакало је, Бре гиди џанум и друге.
Његова ћерка Наташа Којић је такође певачица, а син Игор Којић је фудбалер. Поред њих, Којић има и ванбрачну кћерку Ину Јевремовић.

## Дискографија
Албуми
- Поноћна звона (1984)
- Ако ми приђеш заљубићу се (1986)
- Живот те отпише (1987)
- Зар за мене среће нема (1989)
- Плаво око плакало је (1990)
- Срце пише сузама (1991)
- Срце куца твоје име (1992)
- Све ћу туге понети са собом (1994)
- Сиромаси (1996)
- Цвета трешња (1998)
- Ме мангавла даје (2000)
- Тихо ноћас (2001)
- Запалићу пола града (2002)
- Бенседини (2004)
- Све на песму и весеље (2006)
- Фер убица (2013)

Дуети и сарадње
- У сну љубим медна уста (1992) са Цецом
- Богови љубави (1996) са Горицом Илић
- Две литре вина (2001) са Синаном Сакићем
- Треба времена (2003) са Аном Бекутом
- Нунта (2008) са Драганом Ћирковићем на влашком језику
- Богови земљом ходе - нова верзија (2018) са Преславом
- Ми чај бари хем сузи (2020) са Ахметом Расимовим на ромском језику
- У сну љубим медна уста - лајв верзија (2020) са Наташом Којић
- Ево ти срце на дар (2021) са Марином Чокан
- Јаче јаче (2022) са бугарском певачицом Глоријом

### Видеографија
| Спот                                   | Година | Режисер                 |
| -------------------------------------- | ------ | ----------------------- |
| Да ме љубиш потруди се                 | 1987   |                         |
| Јасмина                                | 1991   |                         |
| Јуче је могло бити све                 | 1991   |                         |
| Жал за уснама                          | 1991   |                         |
| Еј судбино                             | 1991   |                         |
| Земан дође                             | 1992   |                         |
| Плаче ми се али не смем                | 1994   |                         |
| Сиромаси                               | 1996   |                         |
| Све ћу туге понети са собом            | 1994   |                         |
| Имао сам                               | 1996   |                         |
| Ко зна                                 | 1996   |                         |
| Нека иде дођавола                      | 1996   |                         |
| Болестан сам душо                      | 1996   |                         |
| Лагала си                              | 1996   |                         |
| Ја смо и ти мила мајко из истога места | 1998   |                         |
| Ти ходаш са њом                        | 2006   |                         |
| Кукавица                               | 2008   |                         |
| Шта ће теби моје лажи                  | 2009   |                         |
| Ја немам пара                          | 2012   | Sezam production        |
| Она то зна                             | 2013   |                         |
| Ништа више није исто                   | 2016   |                         |
| Пуче пушка                             | 2018   | Небојша Висановић       |
| Богови земљом ходе                     | 2018   | Георги Марков           |
| Шапат                                  | 2018   | Небојша Висановић       |
| Задња жеља                             | 2020   | Небојша Висановић       |
| Cine te Iubeste Moare                  | 2021   |                         |
| Dibidam                                | 2021   | Videal media            |
| 1000 пута                              | 2021   | LaLa Daily Media        |
| Макови црвени                          | 2021   | Provision               |
| Ево ти срце на дар                     | 2021   | Дејан Милићевић         |
| Отац ми је Бог                         | 2022   | Videal media            |
| Обратно в рая                          | 2022   | Људмил Иларионов – Љуси |
| Она Кебина                             | 2023   |                         |
| Мало                                   | 2023   |                         |

## Фестивали
- 1989. Млава пева јулу, Велико Лаоле - Кажи сјајна месечино
- 1989. Илиџа — Плаво око, плакало је, прва награда публике
- 1989. МЕСАМ — Зар за мене среће нема
- 1989. Шумадијски сабор — Процветала липа стара
- 1990. Шумадијски сабор — Не бих преболео
- 1990. Вогошћа, Сарајево — Дођи, срце да оздрави
- 1990. Посело 202 - Постао сам друг самоће / Зар за мене среће нема
- 1990. МЕСАМ — Срце пише сузама
- 1991. Посело године 202 - Срце пише сузама / Празно срце, празна душа / Бре гиди џанум, трећа награда на Поселу
- 1991. Шумадијски сабор — Љиљана
- 1992. Посело 202 - Жал за уснама
- 1991. МЕСАМ — У сну љубим медна уста (дует са Цецом Ражнатовић), победничка песма
- 1996. МЕСАМ — У животу имам све
- 2005. Будва — Сањам
- 2010. Гранд фестивал — Цвећар
- 2017. Илиџа - Плаво око,плакало је (Вече великана народне музике)
- 2020. Илиџа — Цвећар / Срце пише сузама (Вече великана народне музике)
- 2020. Сабор народне музике Србије, Београд - Гост друге такмичарске вечери фестивала и добитник Естрадно - музичке награде Србије за животно дело
- 2022. Сабор народне музике Србије, Београд, Гост ревијалног дела фестивала и добитник Награде националног естрадно - музичког уметника Србије
- 2023. Илиџа - Плаво око, плакало је / Сарајево, ревијално вече фестивала
- 2024. Илиџа - Знаш ли да те душа сваке ноћи сања (Ревијално вече фестивала Златни микрофон)

## Компилације
- Хитови 1 (1996)
- Хитови 2 (1996)
- Незаборавни хитови 1 (1996)
- Незаборавни хитови 2 (1996)
- 17 великих хитова (1999)
- 52 године (20??)
- The Best Of... (2008)